# IC 4701
IC 4701 је емисиона маглина у сазвјежђу Стријелац која се налази на листи објеката дубоког неба у Индекс каталогу.
Деклинација објекта је - 16° 38' 0" а ректасцензија 18h 16m 0,0s. IC 4701 је још познат и под ознакама LBN 56, COU 25.